# Maria Roepaan

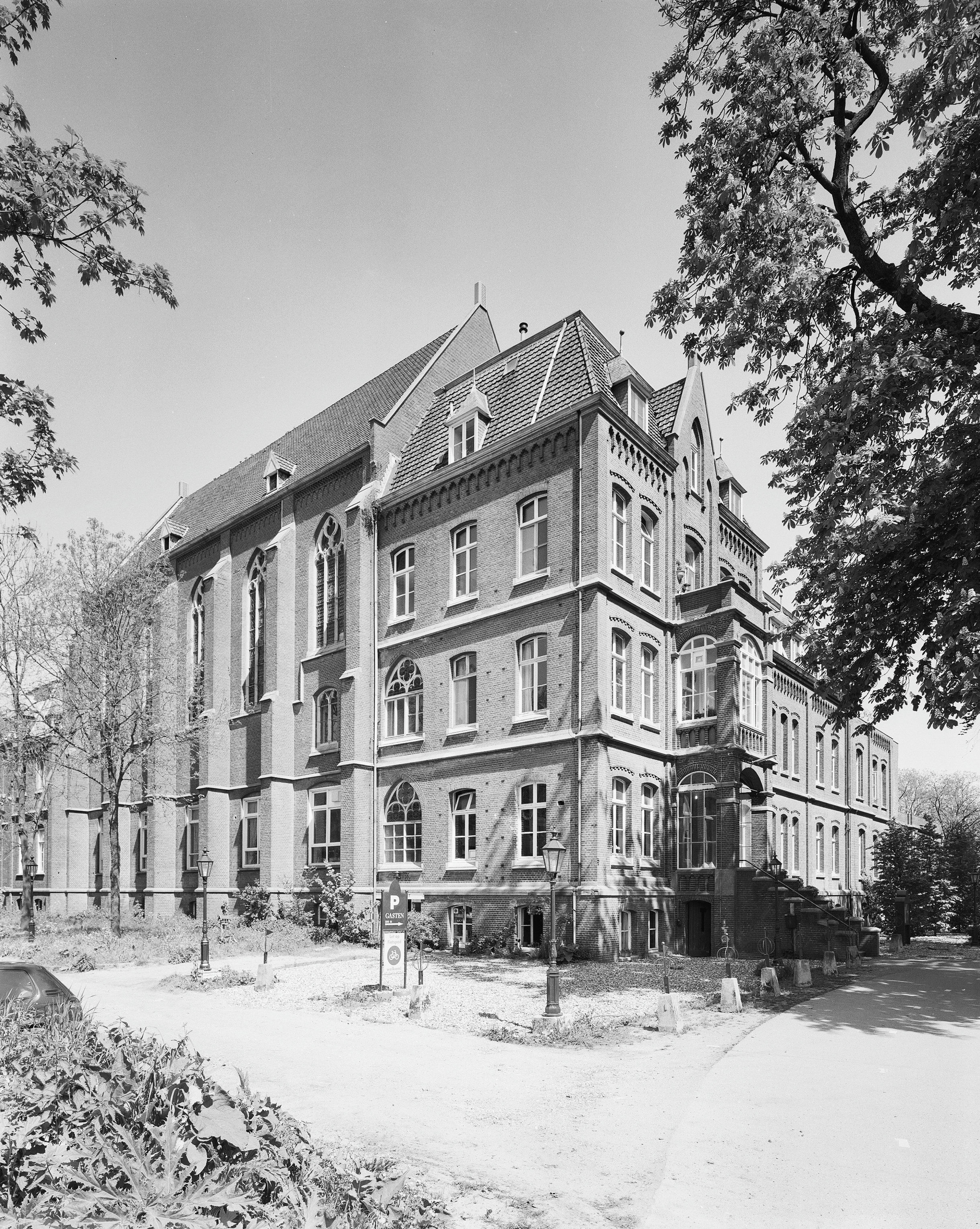
Maria Roepaan

Maria Roepaan is een voormalig kloostercomplex gelegen ten oosten van Gennep, op het grondgebied van de voormalige gemeente Ottersum, dat onder meer dienstdeed als weeshuis en instelling voor verstandelijk gehandicapte mensen.

## Geschiedenis
In 1881 kochten de Zusters van de Goddelijke Voorzienigheid uit Münster, het huis "Roepaan", dat omgedoopt werd tot Maria Roepaan. Eerder hadden ze een pensionaat in de nabijgelegen Duitse plaats Kessel. Deze zusters moesten wijken voor de Kulturkampf, die in die tijd in Duitsland plaatsvond. Roepaan lag op nog geen twee kilometer van de Duitse grens (Hommersum) en aanvankelijk kwamen er vanuit dit land Duitse weeskinderen naar dit huis, die er onderwijs genoten, evenals Nederlandse kinderen. Ook kwamen er kinderen van rijkere Duitsers in pensionaat. Zo groeide het aanvankelijk als handwerkschool opgezette instituut uit tot een groot complex. Van 1897-1899 werd een groot schoolhuis onder mansardekap gebouwd naar ontwerp van de Duitse architect Th. Jaspers. Verdere uitbreiding vond plaats van 1908-1909 naar ontwerp van Caspar Franssen. Toen werd de bijbehorende boerderij gesloopt. Er kwam een neogotisch hoekblok, een schoolvleugel met een neogotische kapel, met fraaie gebrandschilderde ramen, en een zusterhuis. Ook zieke zusters uit Duitsland werden hier opgevangen.
In 1945 liep het complex grote oorlogsschade op, die in 1949 gedeeltelijk werd hersteld. In 1951 werd het ingericht als verblijf voor verstandelijk gehandicapte kinderen. In 1970 werd het complex echter verlaten, want de Stichting Maria Roepaan heeft toen een nieuw complex geopend bij de Looi. In 1997 fuseerde Stichting Maria Roepaan met de Sint Augustinusstichting tot Saamvliet en na meerdere fusies valt ze sinds 2006 onder Stichting Dichterbij.
Het oude complex Maria Roepaan wisselde enkele malen van eigenaar, en werd uiteindelijk ingericht als congrescentrum, cultureel centrum en locatie voor bedrijfsfeesten, onder de naam Roepaen.
De kapel en de gangen van dit complex worden als rijksmonument beschermd.

## Trivia
De Amerikaanse band Woven Hand bracht 13 april 2012 het album Live at Roepaen uit wat een liveopname is van een concert in oktober 2010 bij Cultureel Podium Roepaen.